# Pariaman
Pariaman (lokaal vaak Piaman genoemd) is een stadsgemeente in de provincie West-Sumatra op het eiland Sumatra, Indonesië. Pariaman heeft 95.519 inwoners (2021) en heeft een oppervlakte van 73,36 km².
Pariaman wordt (op de westkant, die grenst aan de oceaan, na) geheel omringd door regentschap Padang Pariaman, waar het tot 2002 deel van uitmaakte:

De stad grenst in het noorden aan het onderdistrict V Koto Kampung Dalam, in het oosten aan het onderdistrict VII Koto Sungai Sarik en in het zuiden aan het onderdistrict Nan Sabaris, allen in het regentschap Padang Pariaman. In het westen grenst Pariaman aan de Indische Oceaan. Dicht bij de stad zijn diverse stranden te vinden.
Pariaman is onderverdeeld in 4 onderdistricten (kecamatan):
- Pariaman Selatan
- Pariaman Tengah
- Pariaman Timur
- Pariaman Utara

Deze zijn weer onderverdeeld in 16 kelurahans en 55 desa's.

## Cultuur

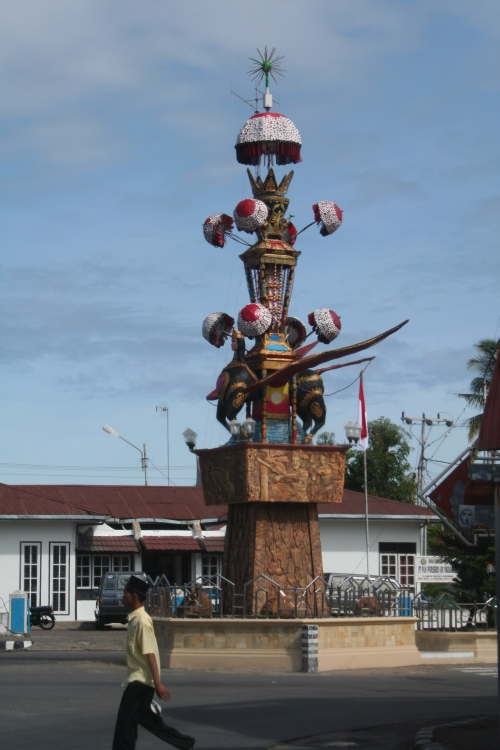
Tabuik in het centrum van Pariaman

Pariaman heeft een jaarlijks terugkerend tabuik-festival (Pesta Tabuik, vergelijkbaar met het tabut-festival in Bengkulu). Zogenaamde tabuik, torens van wel 12 tot 15 meter hoog, gemaakt van diverse materialen, worden op de tiende Muharram (de eerste maand van de Islamitische kalender) in processie door de stad gedragen. Twee tabuik - de Tabuik Pasa en Tabuik Subarang - worden naar het strand (Pantai Gondoriah) gedragen en bij zonsondergang in zee gegooid. De tabuik bestaat onder andere uit een islamitisch "mythisch dier", de Burak (Arabisch: البراق, burāq), een dier met een gevleugeld paardenlichaam en een menselijk hoofd, dat volgens de Koran Mohammed vervoerde tijdens de Isra en Miraj ("De Nachtelijke Reis").
Het festival is van oorsprong ter ere van de kleinzoon van de profeet Mohammed, Imam Hoessein, die in 680 in de Slag bij Karbala in Irak om het leven kwam. De ceremonie is een overblijfsel van sjiitische invloed (zie Asjoera) hoewel tegenwoordig de bevolking van Pariaman overwegend soennitisch is.